# GDサンカルレンセ
GDサンカルレンセ (ポルトガル語: Grêmio Desportivo Sãocarlense)は、ブラジル・サンパウロ州サンカルロスを本拠地とするサッカークラブである。旧称GEサンカルレンセ (ポルトガル語: Grêmio Esportivo Sãocarlense)。

## 歴史
1976年3月19日設立。同年からサンパウロ州選手権2部に参戦した。クラブは2004年に事実上の活動休止となり、2008年からアマチュアリーグで再スタートを切った。
2016年、プロクラブとしての活動を再開した。この時にクラブ名もGEサンカルレンセ(Grêmio Esportivo Sancarlense)からGDサンカルレンセ(Grêmio Desportivo Sancarlense)に変更された。

## タイトル

### 国内タイトル
- カンピオナート・パウリスタ・テルセーラ・ジヴィゾン : 1回
  - 1989

### 国際タイトル
なし

## 歴代監督
- セルジーニョ・シュラッパ 2001